# HMS Royalist (89)
HMS «Рояліст» (89) (англ. HMS Royalist (89) — військовий корабель, легкий крейсер типу «Дідо» Королівського військово-морського флоту Великої Британії за часів Другої світової війни.